# Хребтовая функция
Хребтовая функция — функция комплексного переменного, модуль которой в каждой точке некоторого интервала мнимой оси больше или равен модулю функции во всех точках прямой, параллельной действительной оси. Понятие
хребтовой функции и изучение её свойств впервые провёл Дюге.

## Определение
Функция комплексного переменного {\displaystyle z}, определённая и аналитическая в области  {\displaystyle D}, содержащей интервал  {\displaystyle \left(ia,ib\right)} мнимой оси {\displaystyle a<b} называется хребтовой в  {\displaystyle D} вдоль интервала {\displaystyle \left(ia,ib\right)} мнимой оси, если для всех {\displaystyle z=x+iy\in D,y\in \left(a,b\right)} верно нерваенство {\displaystyle \left|f(x+iy)\right|\leq \left|f(iy)\right|} .

## Свойства
Если функция {\displaystyle f\not \equiv 0}, хребтовая в {\displaystyle D}, то:
- функция {\displaystyle \arg f(iy)} постоянна для всех {\displaystyle y\in \left(a,b\right)}.
- функция {\displaystyle \ln \left|f(iy)\right|} выпукла для всех {\displaystyle y\in \left(a,b\right)}(Теорема Дюге).